# Cantón de Santa María
El cantón de Santa María es una vía pública de la ciudad española de Vitoria.

## Descripción
La vía, que obtuvo el título actual en octubre de 1887, conecta la calle de Fray Zacarías Martínez con la plaza de Bilbao, donde confluye con la calle del Cubo y la de Bueno Monreal. En un primer tramo, alcanza hasta la calle Chiquita, donde hace un quiebro a la altura de su conexión con la de la Cuchillería para luego seguir por la confluencia de la de Santo Domingo con la de la Pintorería y la junta de la del Barrancal con la de San Vicente de Paúl. El cantón aparece descrito en la Guía de Vitoria (1901) de José Colá y Goiti con las siguientes palabras:

Cantón de Santa María.—Nombre primitivo, otorgado en 12 de octubre de 1887. Principia en el Seminario Conciliar y termina en la calle Nueva dentro.
(Colá y Goiti, 1901, p. 58)

El nombre, como el de la calle homónima, se debe a su cercanía a la catedral de Santa María. Da al cantón el convento de Santa Cruz.